# Ida Di Benedetto
Ida Di Benedetto  (n. 3 iunie 1945, Napoli, Italia) este o actriță de teatru și film italiană.  

## Biografie
După o frumoasă carieră de teatru și un mic rol marginal în povestea polițistă A tutti le auto della polizia, și-a făcut debutul oficial și de succes în 1978 în filmul Nel regno di Napoli a lui Werner Schroeter , pentru care a jucat și în Palermo o Wolfsburg (1980). Remarcată, grație celor două filme ale lui Schroeter, de Salvatore Piscicelli, care a fost întotdeauna un admirator al cinematografiei germane, este aleasă de acesta ca protagonistă în Immacolata e Concetta, l'altra gelosia, filmul de debut al regizorului napolitan (1980), câștigând prestigiosul Nastro d'argento ca Cea mai bună actriță. Tot în 1980 a jucat și în filmul Fontamara regizat de Carlo Lizzani.
De-a lungul anilor s-a specializat în roluri de femei pasionate și senzuale, alternând comedii (Più bello di così si muore de Pasquale Festa Campanile și Testa o croce de Nanni Loy) cu drame (trilogia alături de Mario Merola cu filmele Giuramento, Tradimento și Guapparia). Prezentă în aproape toate filmele lui Piscicelli Blues metropolitano, Regina, Quartet și La sfârșitul nopții. În 1982 a participat și la L'Incineritore, primul fulm a lui Pier Francesco Boscaro.
Ida Di Benedetto colaborează cu regizorul sicilian Aurelio Grimaldi și este protagonistă în 1994 în filmul Le buttane iar în 2002 în Rosa Funzeca a lui Pasolini.
Este mama actriței și producătorului Marta Bifano. Din 1995 este partenera fostului ministru Forza Italia Giuliano Urbani.

## Filmografie selectivă
- 1974 Il gioco della verità, regia Michele Massa
- 1975 ...a tutte le auto della polizia..., regia Mario Caiano
- 1978 Nel regno di Napoli, regia Werner Schroeter
- 1980 Palermo oder Wolfsburg, regia Werner Schroeter
- 1980 Immacolata e Concetta, l'altra gelosia, regia Salvatore Piscicelli
- 1980 Fontamara, regia Carlo Lizzani
- 1981 Camera d'albergo, regia Mario Monicelli
- 1981 Ziua idioților (Tag der Idioten), regia Werner Schroeter
- 1982 Tradimento, regia Alfonso Brescia
- 1982 Testa o croce, regia Nanni Loy
- 1982 Più bello di così si muore, regia Pasquale Festa Campanile
- 1982 L'inceneritore, regia Pier Francesco Boscaro dagli Ambrosi
- 1982 Giuramento, regia Alfonso Brescia
- 1984 Der Schlaf der Vernunft, regia Ula Stöckl
- 1984 Noi tre, regia Pupi Avati
- 1984 Guapparia, regia Stelvio Massi
- 1984 Giuseppe Fava: Siciliano come me, regia Vittorio Sindoni
- 1985 Pizza Connection, regia Damiano Damiani
- 1985 Mamma Ebe, regia Carlo Lizzani
- 1985 La ballata di Eva, regia Francesco Longo
- 1985 Blues metropolitano, regia Salvatore Piscicelli
- 1986 Champagne amer, regia Ridha Behi
- 1987 Regina, regia Salvatore Piscicelli
- 1990 Ferdinando, uomo d'amore, regia Memè Perlini
- 1991 Marcellino pane e vino, regia Luigi Comencini
- 1993 Malesh - Lascia che sia, regia Angelo Cannavacciuolo
- 1994 Le buttane, regia Aurelio Grimaldi
- 1995 Un altro giorno ancora, regia Tonino Zangardi
- 1999 Oltremare - Non è l'America, regia Nello Correale
- 2000 Fondali notturni, regia Nino Russo
- 2001 Quartetto, regia Salvatore Piscicelli
- 2002 Rosa Funzeca, regia Aurelio Grimaldi
- 2003 Alla fine della notte, regia Salvatore Piscicelli
- 2005 Fratella e sorello, regia Sergio Citti
- 2011 Radici, regia Carlo Luglio
- 2014 Tre tocchi, regia Marco Risi
- 2014 Leone nel basilico, regia Leone Pompucci